# Skierka diploglottidis
Skierka diploglottidis är en svampart som först beskrevs av Cooke & Massee, och fick sitt nu gällande namn av Mains 1939. Skierka diploglottidis ingår i släktet Skierka och familjen Pileolariaceae.   Inga underarter finns listade i Catalogue of Life.